# NGC 452

NGC 452

NGC 452 هي مجرة حلزونية تقع في كوكبة الحوت. تم اكتشافها في عام 1827 من قبل السير جون هيرشل. وهو حوالي 5 دقيقة قوسية غرب NGC 444.

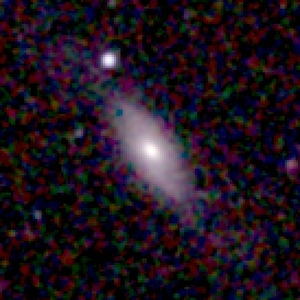
صورة أخذت بواسطة مسح ميكروي ثنائي لكامل السماء.

## وصلات خارجية
- NGC 452 على موقع ويكي سكاي: DSS2, SDSS, GALEX, IRAS, Hydrogen α, X-Ray, Astrophoto, Sky Map, Articles and images